# Marie Unna
Marie Unna (* 3. Juni 1881 in Schewen (Westpreußen), heute Szewa (Polen), als Marie Boehm; † 23. Dezember 1977 in Hamburg) war eine deutsche Dermatologin.

## Leben

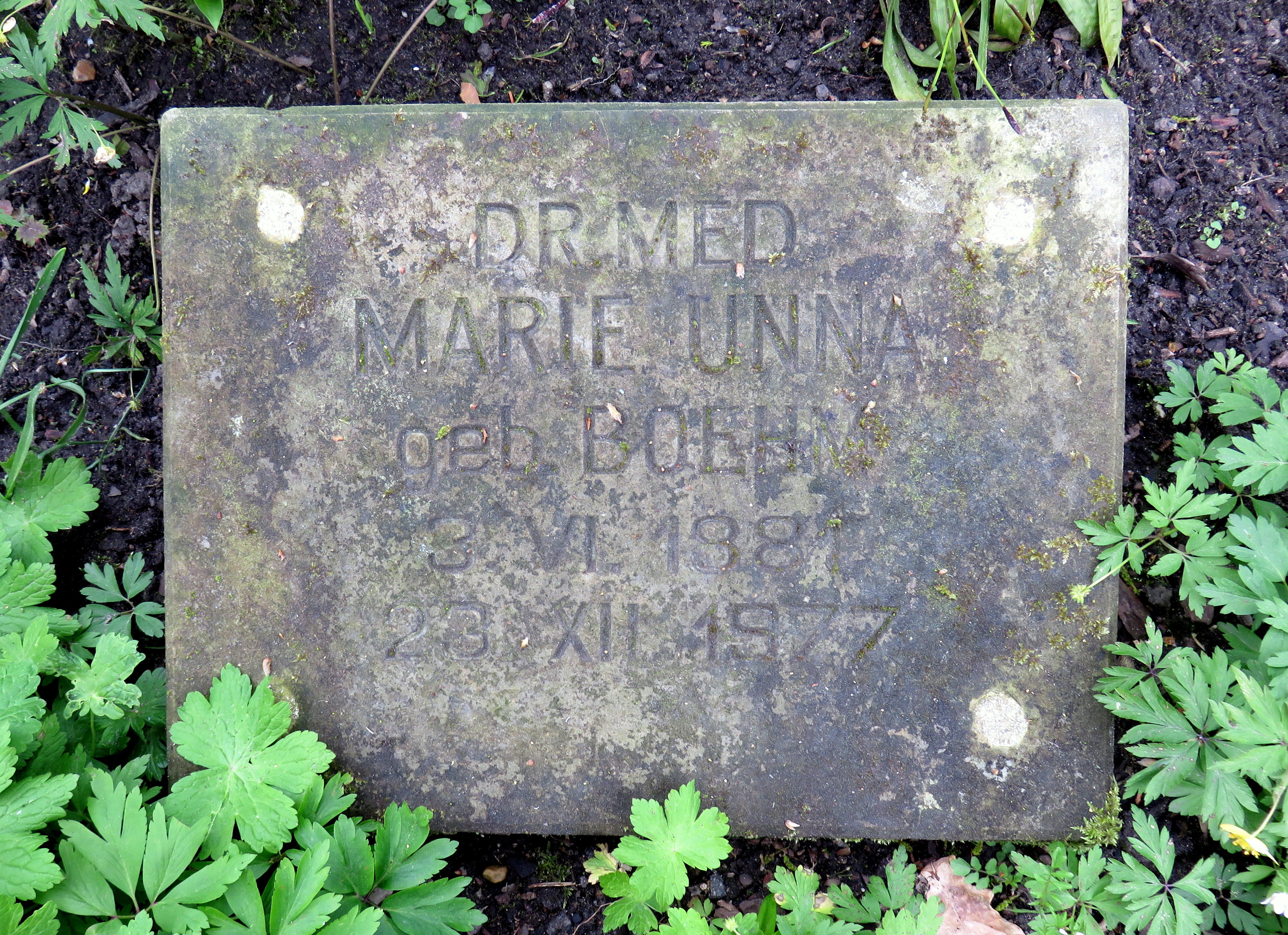
Grabstein im Garten der Frauen auf dem Friedhof Ohlsdorf

Marie Unna war die Tochter eines Gutsbesitzers und mit dem Dermatologen Karl Unna (1880–1964) verheiratet, mit dem sie drei Kinder hatte. Ihr Schwiegervater war der Dermatologe Paul Gerson Unna. Der Sohn Klaus Unna wurde  Pharmakologe. Er emigrierte 1933 nach Österreich und 1937 in die USA.
Der Grabstein von Marie Unna befindet sich im Garten der Frauen auf dem Friedhof Ohlsdorf in Hamburg.
1925 beschrieb Marie Unna als erste in einer norddeutschen Familie eine neue, bis dahin unbekannte Form der Alopezie, die autosomal-dominant vererbt wird. Diese Erbkrankheit wird heute hereditäre kongenitale Hypotrichose Typ Marie Unna oder auch Unna-Syndrom genannt.
Sie trug zur 4. Auflage der Real-Encyclopädie der gesammten Heilkunde bei (wie auch ihr Ehemann Karl und ihrem Schwiegervater Paul Gerson Unna). Von ihr stammt der Artikel Hydroa in Band 6 der 4. Auflage.